# Academia de Forțe Întrunite a Forțelor Armate ale Federației Ruse

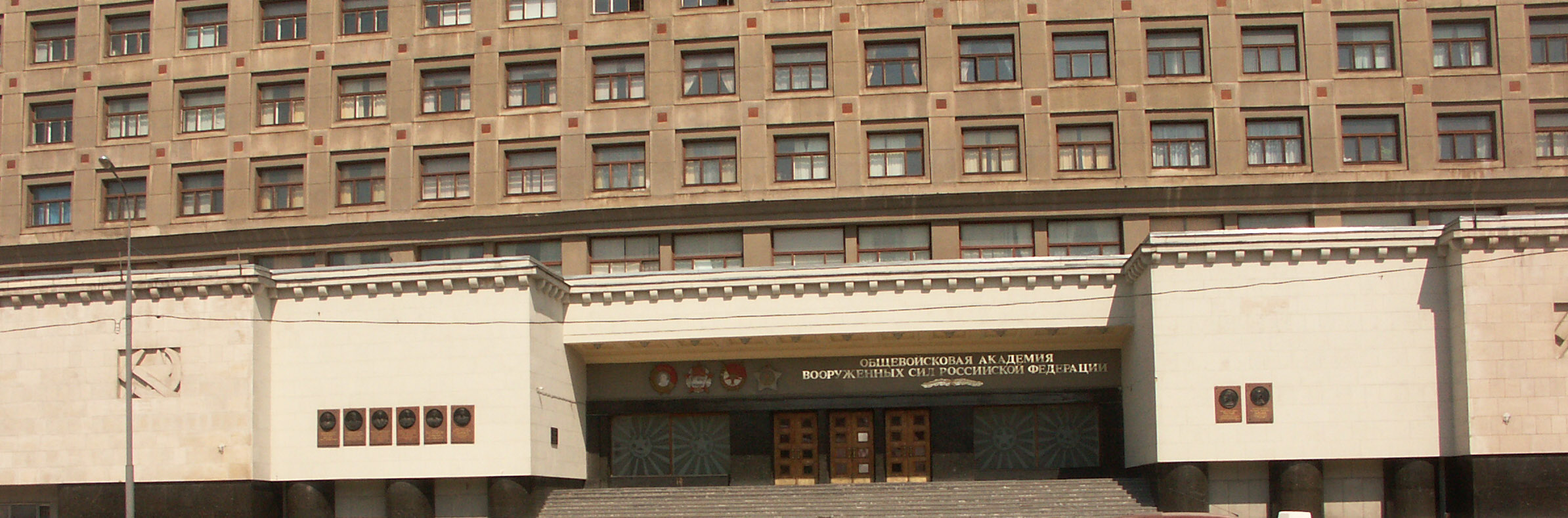
Intrarea în Academia Militară "Frunze"

Academia de Forțe Întrunite a Forțelor Armate ale Federației Ruse (în limba rusă: Общевойсковая академия Вооружённых Сил Российской Федерации), fosta Academie militară "Frunze", a fost fondată la Moscova în anul 1918 ca academie a Statului Major, denumită în onoarea lui Mihail Frunze (fost bolșevic rus în timpul Revoluției bolșevice din 1917).
Ofițerii de obicei candidează pentru intrarea la Academie la vârsta de 30-32 de ani la gradul de căpitan sau maior.
După terminarea acestei academii, absolvenții dacă au fost pregătiți pentru profil de comandant, primesc comanda unui batalion sau a unei unități mai mari și grad militar de locotenent-colonel (sau mai mare).